# 褐無齒鯧
褐無齒鯧，為輻鰭魚綱鱸形目鯧亞目無齒鯧科的其中一種，分布於西大西洋，從美國紐約州至巴拿馬；東大西洋，從茅利塔尼亞至安哥拉海域，棲息深度180-600公尺，體長可達30公分，棲息在泥底質的深水域，屬肉食性，以小型甲殼類為食，可做為食用魚。